# Positive Philosophie
Positive Philosophie ist eine von Friedrich Wilhelm Joseph Schelling (1775–1854) geprägte Bezeichnung für das naturhaft positiv Gegebene. Dieses Positive steht als philosophisches Konstrukt jedoch insofern im Gegensatz zum Positivismus von Auguste Comte (1798–1857), als der Positivismus Schellings – bzw. seine positive Philosophie – theosophisch geartet ist. Die positive Philosophie Schellings führt zur Erkenntnis Gottes aufgrund der Erfahrung seines Wirkens, wie sie in Mythologie und Religion (Offenbarung) zugänglich ist. Im Sinne eines Gnostizismus fasst Schelling Mythologie und Offenbarung als Weltprozesse auf, die sich im Menschen unabhängig vom individuellen Bewusstsein abspielen. Die positive Philosophie bezieht das Irrationale der Offenbarung in ihre Lehre ein. Das bisherige von der ›negativen Philosophie‹ bestimmte rein begriffliche Denken wird nach Schelling von der positiven Philosophie überwunden, indem die Spaltung zwischen Subjekt und Objekt aufgehoben wird. Dies geschieht ähnlich dem Verfahren der Identitätsphilosophie, indem der ›Indifferenzpunkt‹ zu bestimmen ist, von dem aus gesehen Subjektives und Objektives zur Deckung gebracht werden kann. Das von der natürlichen Weltsicht als das Konkrete betrachtete Einzelding ist nur die Verneinung dessen, was „eigentlich“ und ungespalten existiert.

## Geschichte
1841 berief Friedrich Wilhelm IV. Schelling als Professor nach Berlin. Dort sollte er den Hegelianismus durch eine christliche Philosophie beseitigen. Aber der Erfolg, den Schelling früher gehabt hatte, blieb nun aus; die »positive« Philosophie Schellings fand keine rechte Beachtung, da sie als unzeitgemäße politische Philosophie im Sinne der Restauration missverstanden wurde. Dies und ein zu seinen Ungunsten ausgefallener Prozess mit dem Theologen Heinrich Eberhard Gottlob Paulus (1761–1851) bewogen Schelling zum Rücktritt von seiner Lehrtätigkeit.

## Rezeption
C. G. Jung betrachtet die instinktiv-archaische Grundlage unseres Geistes als eine objektive, vorgefundene Gegebenheit, die weder von individueller Erfahrung, noch von subjektiv-persönlicher Willkür abhängt. Er vergleicht diese Tatsache mit der anererbten Struktur und der funktionellen Disposition des Gehirns oder irgendeines anderen Organs. Wie der Körper seine Ontogenese habe, deren verschiedene Stufen noch deutliche Spuren hinterlassen habe, so auch die Psyche. So beurteilt Jung auch den auf unbewussten Phantasievorgängen beruhenden Mythus. Er schaffe ein Weltbild, das unseren rationalen und objektiven Anschauungen kaum entspreche. Das Phantasiedenken enthalte jedoch auch alle Schattierungen bewusster und unbewusster Inhalte. Schelling halte das Vorbewusste für die schöpferische Quelle, ebenso Johann Gottlieb Fichte.